# Alan Steel
Sergio Ciani, más conocido como Alan Steel (Roma, 7 de septiembre de 1931 - Ostia, 5 de septiembre de 2015), fue un culturista y actor italiano. 

## Biografía
Nacido en Roma, Ciani comenzó su carrera como especialista de cine, siendo el doble de Steve Reeves en Hércules encadenado y en La battaglia di Maratona, en la cual también interpretó un papel menor. Desde principios de la década de 1960, adoptó el nombre artístico de Alan Steel y protagonizó los papeles principales en un gran número de películas péplum con buen éxito comercial. Con el declive del género, Steel disminuyó sus apariciones, hasta su retiro a finales de los años 1970. Falleció mientras dormía en su casa de Ostia, Roma, a los 79 años, a dos días de cumplir los 80.

## Filmografía seleccionada
- La battaglia di Maratona (1959)
- Sansone (1961)
- Il vecchio testamento (1962)
- La furia di Ercole (1962)
- Zorro contro Maciste (1963)
- Ursus gladiatore ribelle (1963)
- Maciste contre les hommes de pierre (1964)
- Sansone contro il corsaro nero (1964)
- Ercole contro Roma (1964)
- Gli invincibili tre (1964)
- Gli invincibili tre (1964)
- Sansone e il tesoro degli Incas (1964)
- Combate de gigantes (1965)
- Küçük Kovboy (1973)